# Lucemburština
Lucemburština je západogermánský jazyk, kterým se hovoří v Lucembursku a přilehlých oblastech Belgie. Je příbuzná některým středoněmeckým dialektům.

## Rozšíření
Lucemburština je od roku 1984 třetím úředním jazykem Lucemburska, vedle francouzštiny a němčiny. Pro většinu obyvatel je mateřským jazykem, francouzsky a německy se učí ve škole a 99 % ovládá aspoň jeden z těchto jazyků; většina vzdělaných mladých lidí zvládá také angličtinu. Od 2. poloviny 20. století je snaha prosazovat lucemburštinu místo němčiny. Většina úředních textů je ovšem francouzsky, popř. německy. Francouzština zůstává hlavním úředním jazykem, je to také vysokoškolský jazyk a jazyk pro komunikaci s cizinci na pracovišti. Němčina je méně oficiální, používá se ve škole pro technické pojmy, v komunikaci s turisty a pracovníky dojíždějícími z Německa. V každodenním životě má však lucemburština navrch. Spisovná němčina se považuje víceméně za cizí jazyk a pokud spolu hovoří dva Lucemburčané, kteří oba umí lucembursky, nikdy nesáhnou místo ní k němčině.[zdroj?] Používá se v parlamentu i u soudů, učí se ve školách, pro mnoho lidí je jazykem, ve kterém přemýšlejí. Píší se v ní dopisy, dochází i k mírnému rozvoji literatury. Vycházejí francouzské, německé i lucemburské noviny, ve všech třech jazycích vysílá rádio i televizní kanály.

## Historie
Lucemburština se vyvinula ze středofranských (moselských) nářečí. Codex Mariendalensis patří k prvním psaným dokladům lucemburštiny. Se spisovnou němčinou je vzájemně srozumitelná jen částečně, liší se od ní skoro tak jako nizozemština. Je nejmladším spisovným germánským jazykem, mluvnice vyšla až roku 1955. Roku 1984 byla uzákoněna jako třetí úřední jazyk Lucemburska, vedle francouzštiny a němčiny.

## Abeceda a výslovnost
Lucemburština se píše latinkou. Lucemburská abeceda obsahuje písmena v následujícím pořadí:
| velké      | A | B | C   | D | E | F | G     | H | I | J | K | L | M | N | O | P | Q | R | S | T | U | V | W | X | Y | Z | Ä          | Ë          | É |
| malé       | a | b | c   | d | e | f | g     | h | i | j | k | l | m | n | o | p | q | r | s | t | u | v | w | x | y | z | ä          | ë          | é |
| výslovnost | a | b | s/k | d | e | v | g/ž/š | h | i | j | k | l | m | n | o | p | k | r | s | t | u | f | v | z | j | z | mezi a a e | mezi o a e | e |

- Ä se čte [ɛ].
- AA se čte [á].
- ÄI se čte [ai].
- EE a ÄE se čte [é].
- EI se čte [ai].
- ÉI se čte [ei].
- E se čte [ɛ] nebo [ə].
- É se čte [e].
- Ë a EU se čte [œ].
- II se čte [í].
- OO se čte [ó].
- UU se čte [ú].
- CH se čte [CH], [Č] nebo [Š].
- SCH se čte [Š].
- SP se čte [ŠP].
- ST se čte [ŠT].
- V se čte [F].
- W se čte [V].

## Gramatika
Jako jiné germánské jazyky má členy. Pády omezené, ale existuje genitiv, který se ale používá jen v několika frázích. Jinak se místo genitivu použije dativ s přivlastňovacím zájmenem, např. Dem Mann säi Buch (doslova: tomu muži jeho kniha) 'mužova kniha'.
Lucemburština má poměrně pevný slovosled (SVO – podmět, sloveso, předmět), sloveso patří na druhou pozici ve větě, kromě otázek bez tázacího slova nebo rozkazovacích vět, kdy je sloveso na první pozici. V podřadné větě je sloveso na konci. Infinitiv a participium jsou také na konci. Tázací slova se v otázkách kladou na začátek.

## Slovní zásoba
Vliv francouzštiny je nepřehlédnutelný.

### Běžné fráze
| lucembursky                                   | německy                                      | česky                                   |
| --------------------------------------------- | -------------------------------------------- | --------------------------------------- |
| jo                                            | ja                                           | ano                                     |
| neen                                          | nein                                         | ne                                      |
| villäicht                                     | vielleicht                                   | možná                                   |
| Moien.                                        | Hallo (severoněmecky moin).                  | Ahoj.                                   |
| Äddi.                                         | Auf Wiedersehen.                             | Na shledanou.                           |
| Merci.                                        | Danke.                                       | Děkuji.                                 |
| Watgelift? / Ëntschëllegt.                    | Entschuldigung.                              | Promiňte.                               |
| Schwätzt dier Däitsch (Franséisch, Englesch)? | Sprichst du Deutsch (Französisch, Englisch)? | Mluvíš německy (francouzsky, anglicky)? |

## Příklady

### Číslovky
| lucembursky | česky |
| ----------- | ----- |
| eent        | jeden |
| zwee        | dva   |
| dräi        | tři   |
| véier       | čtyři |
| fënnef      | pět   |
| sechs       | šest  |
| siwen       | sedm  |
| aacht       | osm   |
| néng        | devět |
| zéng        | deset |

## Užitečné fráze
| lucembursky                                     | česky              |
| ----------------------------------------------- | ------------------ |
| Hey! / Moien!                                   | Ahoj!              |
| Gudde Mueren!                                   | Dobré ráno!        |
| Gudde Mëtteg!                                   | Dobré odpoledne!   |
| Gudde Owend!                                    | Dobrý večer!       |
| Gutt Nuecht!                                    | Dobrou noc!        |
| Wéi ass Äre Numm?                               | Jak se jmenuješ?   |
| Ech sinn enchantéiert fir lech kennenzeléieren! | Rád tě poznávám!   |
| Et ass schéin lech ëremzegesinn!                | Rád tě zase vidím! |
| Äddi!                                           | Na shledanou!      |

## Vzorový text

### Všeobecná deklarace lidských práv
Pro srovnání lucemburštiny s němčinou je text uveden v obou jazycích.
| lucembursky | All Mënsch kënnt fräi a mat deer selwechter Dignitéit an dene selwechte Rechter op d'Welt. Jiddereen huet säi Verstand a säi Gewësse krut an soll an engem Geescht vu Bridderlechkeet denen anere géintiwwer handelen. |
| německy     | Alle Menschen sind frei und gleich an Würde und Rechten geboren. Sie sind mit Vernunft und Gewissen begabt und sollen einander im Geist der Brüderlichkeit begegnen.                                                   |
| česky       | Všichni lidé se rodí svobodní a sobě rovní co do důstojnosti a práv. Jsou nadáni rozumem a svědomím a mají spolu jednat v duchu bratrství.                                                                             |